# 埃莱娜·彼得里尼

埃莱娜·彼得里尼（義大利語：Elena Pietrini，2000年3月17日—），義大利女子職業排球運動員。現時效力於義大利豪門科內利亞諾女排俱樂部。
她代表意大利国家队参加过2019年女排国家联赛和2020年夏季奥林匹克运动会排球比赛。